# 山下洵一郎
山下 洵一郎（やました じゅんいちろう、本名：同じ、1939年2月19日 - ）は、日本の俳優。東京都出身。
中央大学中退。1959年に松竹に入社、1961年に俳優座聴講生、1963年に大映に入社。

## 出演

### 映画
- パイナップル部隊（1959年、松竹）
- 危険なラブレター（1959年、松竹）
- 待っていた花嫁（1959年、松竹）
- 海流（1959年、松竹）
- 武士道無残（1960年、松竹）
- ろくでなし（1960年、松竹）
- 乾いた湖（1960年、松竹）
- 俺たちに太陽はない（1960年、松竹）
- 日本よいとこ 無鉄砲旅行（1960年、松竹）
- 予科練物語 紺碧の空遠く（1960年、松竹）
- しかも彼等は行く（1960年、松竹）
- 続・次郎物語 若き日の怒り（1960年、松竹）
- 浮気のすすめ 女の裏窓（1960年、松竹）
- 明日はいっぱいの果実（1960年、松竹）
- 痛快太郎（1961年、松竹）
- 抱いて頂戴（1961年、松竹）
- 恋とのれん（1961年、松竹）
- 秀才はんと鈍才どん（1961年、松竹）
- 白い南風（1961年、松竹）
- めぐり逢う日まで 純白の巻 （1961年、松竹）
- めぐり逢う日まで 真紅の巻（1961年、松竹）
- 九ちゃん音頭（1962年、松竹）
- 晴子の応援団長（1962年、松竹）
- 春の山脈（1962年、松竹）
- 千客万来（1962年、松竹）
- この日美わし（1962年、松竹）
- 民謡の旅 秋田おばこ（1963年、東映）
- 越前竹人形（1963年、大映）
- 温泉女医（1964年、大映）
- 黒の切り札（1964年、大映）
- 日本名勝負物語 講道館の鷲（1964年、大映）
- 芸者学校（1964年、大映）
- 喧嘩犬（1964年、大映）
- 十七才は一度だけ（1964年、大映）
- ごろつき犬（1965年、大映）
- 女めくら物語（1965年、大映）
- 若親分（1965年、大映）
- 夜の勲章（1965年、大映） - 正木五郎
- 大怪獣ガメラ（1965年、大映）
- 鉄砲犬（1965年、大映）
- ザ・ガードマン 東京忍者部隊（1966年、大映）
- 処女受胎（1966年、大映）
- 大魔神逆襲（1966年、大映）
- 脂のしたたり（1966年、大映）
- 座頭市鉄火旅（1967年、大映）
- 陸軍中野学校 密命（1967年、大映）
- ひき裂かれた盛装（1967年、大映）
- 日本一のヤクザ男（1970年、東宝）
- ひらヒラ社員夕日くん ガールハントの巻（1970年、東宝）
- 蛇と女奴隷（1976年、向井プロ＝ユニーバースプロ）
- 禁断の情事（1977年、ユニバースプロ）
- 性愛占星術 SEX味くらべ（1978年、日活）
- 教師 女鹿（1978年、日活）
- ひと夏の関係（1978年、日活）
- ピンクサロン 好色五人女（1978年、にっかつ）
- 白いふくらみ（1979年、にっかつ）
- 濡れた週末（1979年、にっかつ）
- 桃尻娘 ラブアタック（1979年、にっかつ）
- 婦人科病棟 やさしくもんで（1981年、にっかつ）
- 女新入社員 5時から9時まで（1982年、にっかつ）
- 宇能鴻一郎の濡れて騎る（1982年、にっかつ）
- 小説吉田学校（1983年、東宝）
- エル・オー・ヴィ・愛・N・G（1983年、東宝）
- F2グランプリ（1984年、東宝）
- 女飼い（1996年、ビーム・エンタテインメント）
- 郡上一揆（2000年、映画『郡上一揆』製作委員会）
- 修羅のみち12 完結編（2004年）
- 日本の青空（2007年、インディーズ）
- 日本の青空シリーズ第3弾 渡されたバトン〜さよなら原発〜（2013年、インディーズ）

### テレビドラマ
- 特別機動捜査隊（NET / 東映）
  - 第260話「秋風の詩」（1966年）
  - 第650話「二億円の謎」（1974年） - 佐伯
  - 第665話「伯耆大山の詩」（1974年） - 馬場一郎
  - 第672話「俺の殺した女」（1974年)　- 栗島達雄
  - 第714話「死霊の影」（1975年） - 増田
  - 第752話「我が輩は犬である」（1976年） - 都築正道
- 三匹の侍 第4シリーズ 第22話「流転逆手斬り」（1967年、CX） - 伴三郎太 ※DVD発売
- ザ・ガードマン（TBS / 大映テレビ室） 
  - 第122話「地獄で会った四人の男」（1967年） - ※DVD発売
  - 第124話「ざくろの沼の恐怖」（1967年） - ※DVD発売
  - 第175話「悪女が目をさます旅」（1968年）
  - 第179話「殺し屋の来た島」（1968年）
- ブラザー劇場 / 新吾十番勝負 第37話「真剣勝負」（1967年、TBS / 松竹テレビ室） - 本多康敏
- 秘密指令883（1967年 - 1968年、CX / 大映テレビ室） - 白戸譲二
- 東京コンバット（1968年 - 1969年、CX / 東宝） - 木津川警部補
- フラワーアクション009ノ1 第6話「宇宙ロケットを奪回せよ」（1969年、CX / 東映） - 小磯教授
- プレイガール（12ch / 東映）
  - 第73話「八百長恋どろ棒」（1970年） - 三輪
  - 第99話「命知らず裸の妖精」（1971年） - 木島
  - 第186話「女の武器は燃える肌」（1972年） - 島村
  - 第201話「ホテル密室裸女殺人事件」（1973年） - 林田恭二
  - 第216話「女が恥じらいながら燃える時」（1973年)　- 誠治
  - 第255話「冬の夜の華麗なる殺人パーティー」（1974年)　- 満夫
  - 第265話「出雲・女は裸で一騎討ち」（1974年)　- 保坂
- 人形佐七捕物帳 第7話「離魂病」（1971年、NET） - 金蔵
- 千葉周作 剣道まっしぐら 第40話「花と六連発」（1971年、TBS）- 桃井春蔵
- 遠山の金さん捕物帳（NET（現・EX） / 東映）
  - 第55話「血まみれの女」（1971年） - 唐善明
  - 第79話「流れ星を斬る男」（1972年） - 草仁
- 清水次郎長 第22話「花一輪 渡世の女」（1971年、CX / 東映・タケワキプロ） - 万屋伊助
- 荒野の素浪人 第4話「狙撃 関八州取締り」（1972年、NET）
- サスペンスシリーズ 現代鬼婆考・殺愛 （1973年、MBS / 東映） - 緑川
- アイフル大作戦（TBS / 東映）
  - 第33話「美女を盗め! ズッコケ捜査網」（1973年）
  - 第55話「新婚ホヤホヤ団体旅行」（1974年）
- 必殺シリーズ（1974年、ABC / 松竹）
  - 助け人走る 第21話「心中大悲憤」 - 矢崎雄之助
  - 暗闇仕留人 第17話「仕上げて候」 - 清二郎
- 右門捕物帖 第11話「顔のない女」（1974年、NET / 東映） - 文吉
- ご存知遠山の金さん 第41話「折鶴は知っている 」（1974年、NET / 東映） - 文吉
- おんな浮世絵・紅之介参る! 第11話「女掏模ふたり」（1974年、NTV / ユニオン映画）
- 傷だらけの天使 第16話「愛の情熱に別れの接吻を」（1974年、NTV / 東宝）
- 座頭市物語 第20話「女親分と狼たち」（1975年2月27日、CX／勝プロ）
- バーディー大作戦 第45話「サラリーマン現金強盗団」（1975年、TBS / 東映） - 小梶登
- 大空港 第66話「銃撃の挽歌 遠い遥かなクリスマス」（1979年、CX / 松竹） - 滝川正治
- 西部警察シリーズ（ANB / 石原プロ）
  - 西部警察 第94話「地下水道」（1981年） - 山辺弁護士
  - 西部警察 PART-III 第22話「最上川舟唄」（1983年）
- 大江戸捜査網 第608話「八丁堀情話 夫よ許して!」（TX、1983年） - 旗本・阿久津
- 右門捕物帖 第16話「闇からの挑戦」（1983年、NTV / ユニオン映画）
- 長七郎江戸日記 第1シリーズ 第111話「おれん、絶叫!」（1986年、NTV / ユニオン映画）
- 誇りの報酬 第21話「護送車が襲われた!」（1986年、NTV / 東宝） - 吉村の共犯者
- 妻の知らない夫の顔（1986年12月17日、TBS）
- ザ・ハングマンシリーズ（ABC / 松竹芸能）
  - ザ・ハングマン6 第4話「リモコンナイフで首筋を襲え!」（1987年） - 黒川弁護士
  - ハングマンGOGO 第4話「Wのチ・ン・ピ・ラっぽいの好き」（1987年） - 城南署署長・住友俊介
- 暴れん坊将軍II 第184話「夜叉の涙はあかね色!」（1987年、ANB / 東映） - 成瀬長広
- あきれた刑事 第4話「二重誘拐」（1987年、NTV） - 的場
- ザ・ドラマチックナイト「海の入り日」（1988年、CX）
- 水戸黄門（TBS / C.A.L）
  - 第23部 第28話「美人かあちゃん子沢山 -延岡-」（1995年2月20日） - 山辺主膳
  - 第24部
    - 第10話「盗まれた三葉葵の印籠 -高知-」（1995年11月20日） - 轡田内記
    - 第31話「お銀の身替り花嫁 -弘前-」（1996年4月29日） - 瀬沼長門

  - 第25部 第3話「縁切寺の縁結び・鎌倉」（1997年1月6日） - 加古川重蔵
  - 第26部 第22話「網干の祭りの鬼退治 -姫路-」（1998年7月13日） - 松方儀太夫
  - 第27部 第13話「颯爽！紫頭巾 -黒石-」（1999年6月14日） - 岩木権太夫
  - 第28部 第13話「哀しきゴマスリ出世道 -桑名-」（2000年6月5日） - 大沢帯刀
- 水戸黄門外伝 かげろう忍法帖 第14話「紬の里の鴉退治 -飯田-」（1995年、TBS / C.A.L） - 岩淵多聞
- 南町奉行事件帖 怒れ!求馬（TBS / C.A.L）
  - 第1話「両国橋に駒が飛ぶ」、第2話「大奥に駒が飛ぶ」（1997年11月3日、10日） - 望月蔵人
- 月曜ミステリー劇場 西村京太郎サスペンス・十津川警部シリーズ34「寝台特急あさかぜ殺人事件」（2005年、TBS）

## 歌手活動
- 「痛快太郎」（1961年3月発売、コロムビアレコード）
作詞：星野哲郎／作曲：川口真
- 「赤い野の花」（同上）
作詞：星野哲郎／作曲：川口真
- 「夢・ああ夢」 / 「君想うビギン」（ローヤルレコード）